# Спутник спутника
Спутник спутника — гипотетическое небесное тело естественного происхождения, вращающееся вокруг спутника другого небесного тела.
В настоящее время спутники естественного происхождения у спутников не обнаружены.

## Поиски возможных кандидатов

### Луна
В прошлом поднимался вопрос о том, обладает ли Луна собственными спутниками. В частности, поиск спутника Луны был проведён (с отрицательным результатом) Э. Барнардом по фотографиям Луны во время лунного затмения. У. Пикеринг также пришёл к отрицательному результату и заключил, что спутник Луны (если он существует) не может иметь поперечника более 3 метров.
Во второй половине XX века в результате исследования гравитационного поля Луны с помощью автоматических станций выяснилось, что никакие окололунные орбиты не являются устойчивыми. Низкие орбиты быстро деградируют из-за воздействия масконов, высокие — из-за гравитационного возмущения Земли и Солнца. В 2001 году, однако, после подробного картографирования лунной поверхности обнаружилось, что общее время нахождения на окололунной орбите (от нескольких земных суток до нескольких лет) может быть существенно увеличено на так называемых «замороженных орбитах», рассчитанных с очень точным учётом гравитационных аномалий.

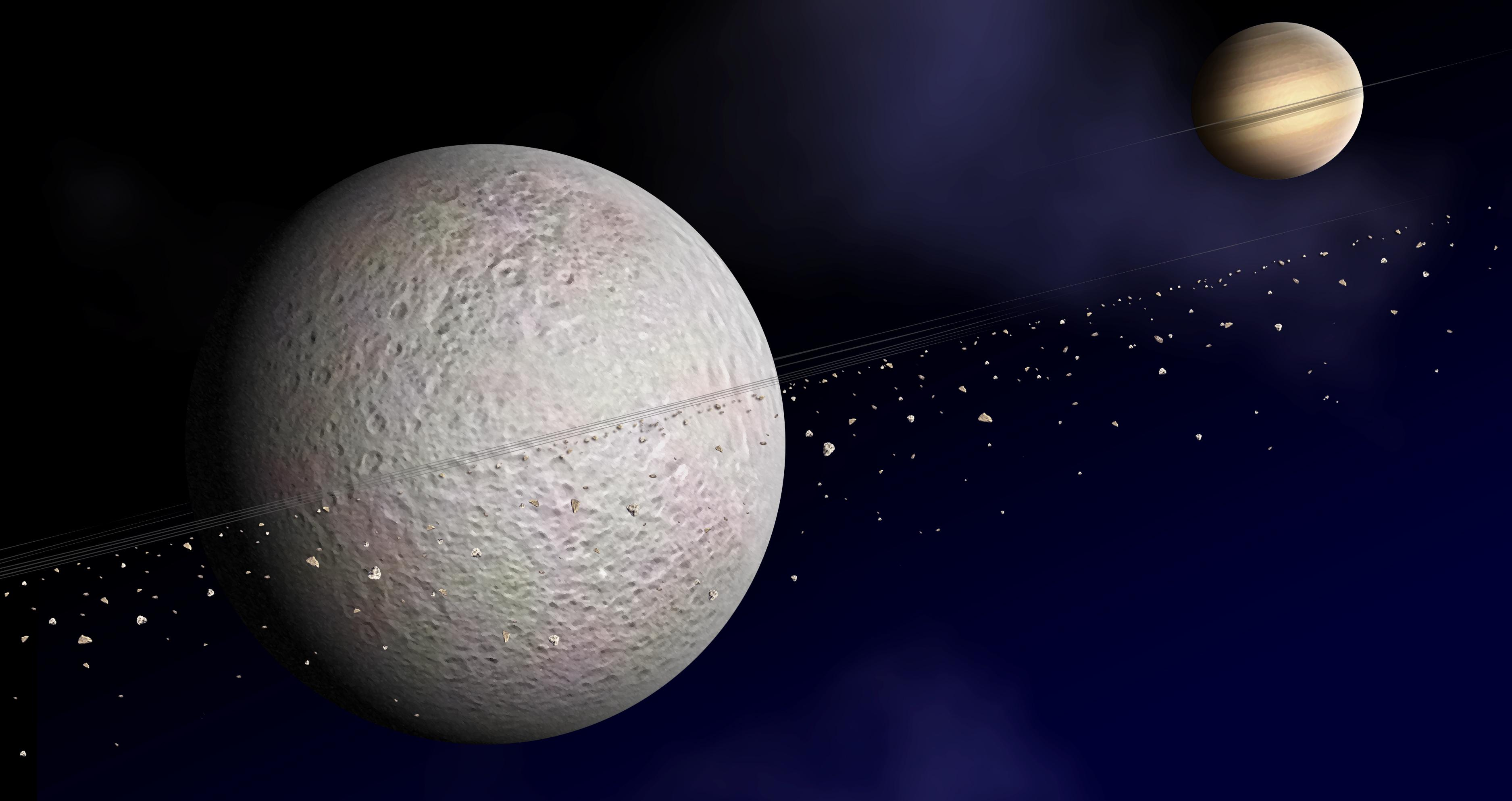
Предполагаемые кольца Реи в представлении художника

### Рея
В большинстве случаев приливные силы со стороны главного тела делают орбиты вторичных спутников неустойчивыми. Однако расчёты, выполненные после предположительного обнаружения системы колец вокруг естественного спутника Сатурна Реи, показывают, что её спутники могли бы иметь устойчивую орбиту. Кроме того, узость предположительно найденных колец могла бы означать также и наличие спутников-пастухов у Реи. Однако на снимках, сделанных космическим аппаратом «Кассини», наличие кольца у Реи не было подтверждено.

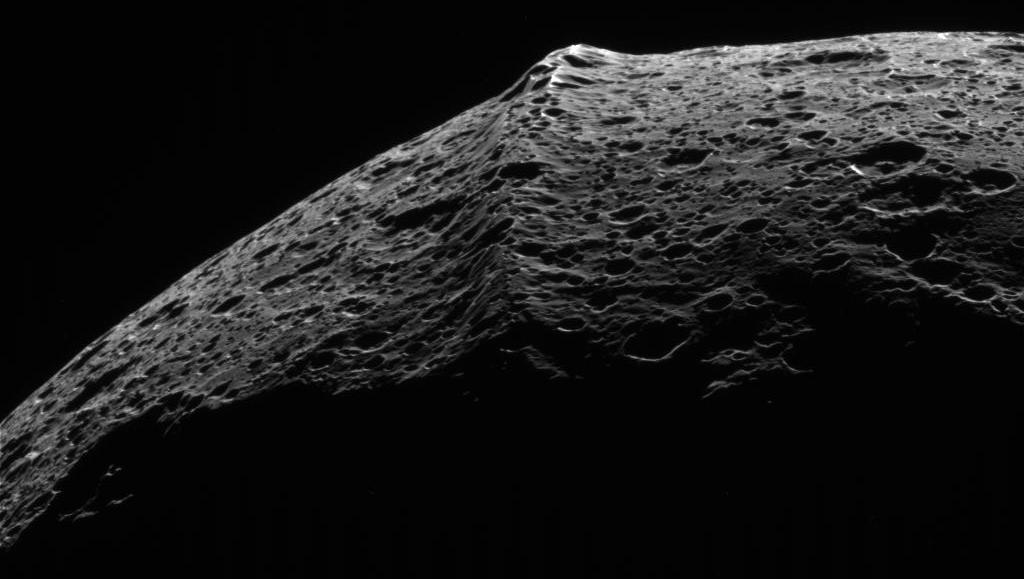
Кольцевой горный хребет на Япете

### Япет
Одна из гипотез, объясняющих происхождение кольцевого горного хребта на экваторе Япета, предполагала наличие у него спутника в прошлом. Разрушение спутника при падении на Япет могло бы привести к образованию подобного хребта. Однако другие снимки Япета, вероятно, не подтверждают эту гипотезу, а указывают на тектоническое происхождение данного хребта.